# Leidsche Stoombootmaatschappij 'De Volharding'
De Leidsche Stoombootmaatschappij 'De Volharding' was een stoombootrederij die gevestigd was in de Nederlandse stad Leiden. De rederij onderhield een aantal lijndiensten, waarbij langs een vast traject vervoer per stoomboot werd verzorgd voor passagiers, vracht en vee. Daarmee zette 'De Volharding' de traditionele diensten van de beurtvaart voort, maar het was meer openbaar vervoersonderneming in de moderne zin van het woord. De rederij heeft bestaan van 1852 tot 1930.

## Geschiedenis
De rederij opgericht in 1852 door J.A. Zuur. Die begon met het aanbieden van een lijndienst tussen Leiden en Amsterdam (via de Kagerplassen, de Ringvaart van de Haarlemmermeer en de Westeinderplassen). Later kwamen er ook diensten bij naar Gouda, Rotterdam en Uithoorn. De gebruikte schepen voeren alle onder de naam "Volharding" met een volgnummer.
Het hoofdkantoor (ook wel het Havengebouw genoemd) van 'De Volharding' was gevestigd aan de Haven in Leiden. Dat diende tevens als aanlegplaats van de lijndiensten. Hier eindigde ook de paardentram vanaf het station van het Hollandsche Spoor. Vanaf 1889 werd gebruikgemaakt van de door W.C. Mulder in neorenaissancestijl ontworpen panden Haven 1-5, die als gemeentelijk monument op de monumentenlijst zijn geplaatst. In Amsterdam maakte 'De Volharding' gebruik van een aanlegplaats op de Amstel bij de Magere Brug. Er vertrokken elke dag zes schepen naar Leiden via Ouderkerk, Nes en Uithoorn.
Op 12 september 1903 vierde 'De Volharding' haar vijftigjarig bestaan.

### Concurrentie
De lijnverbindingen werden door meerdere maatschappijen in concurrentie uitgevoerd. Van en naar Leiden was sprake van flinke concurrentie door uiteindelijk vier maatschappijen: naast 'De Volharding' ook Stoombootreederij 'De Vereeniging' van reder Van der Linden, Stoombootmaatschappij Carsjens en P.D. Planier. Op het hoogtepunt van de stoombootdiensten in 1893 had Carsjens zeven schepen in gebruik. 'De Volharding' had er zelfs tien. De verbinding van Amsterdam ging via Leiden naar Gouda, maar sommige maatschappijen voeren door tot Rotterdam, Dordrecht en Den Bosch. Vanaf Leiden waren er ook verschillende verbindingen met nabij gelegen plaatsen als Katwijk, Noordwijk, Lisse en Woerden. En hoewel er ook al jaren een treinverbinding was, waren er eind negentiende eeuw nog steeds twee concurrerende stoombootdiensten naar Haarlem. 
De lijndiensten met stoomboten konden decennialang nog goed tegen het spoor op, onder meer door een gestegen vraag naar vervoer. Toch kon de aanleg van lokale of regionale spoorverbindingen voor de stoombootrederijen pijnlijk zijn. Concurrent Carsjens moest in 1915 de diensten staken nadat de net aangelegde Haarlemmermeerspoorlijnen haar verzorgingsgebied opeens veel kleiner maakten. Onder andere 'De Volharding' nam een aantal schepen over.
Het was echter de komst van de bus begin jaren twintig die het vervoer per stoomboot de das om deed. Het instellen van een busdienst vergt een aanzienlijk kleinere investering dan een bootdienst, er is minder personeel voor nodig en een bus kan op veel meer plaatsen komen dan een boot. Uiteindelijk hield ook 'De Volharding' de strijd niet vol en staakte in 1930 haar activiteiten.

### Gebouw
In het gebouw aan de Haven werd een garagebedrijf gevestigd, later Autoschadebedrijf Jonk; op de etage kwamen woningen. De panden Haven 1 t/m 7 (inmiddels bekend als de 'Jonkpanden') kwamen uiteindelijk in handen van de gemeente, die ze eind 2011 verkocht. Na een verbouwing opende hier op 18 mei 2013 een grand café en restaurant met de naam 'De Volharding'. In februari 2015 werd het faillissement uitgesproken.

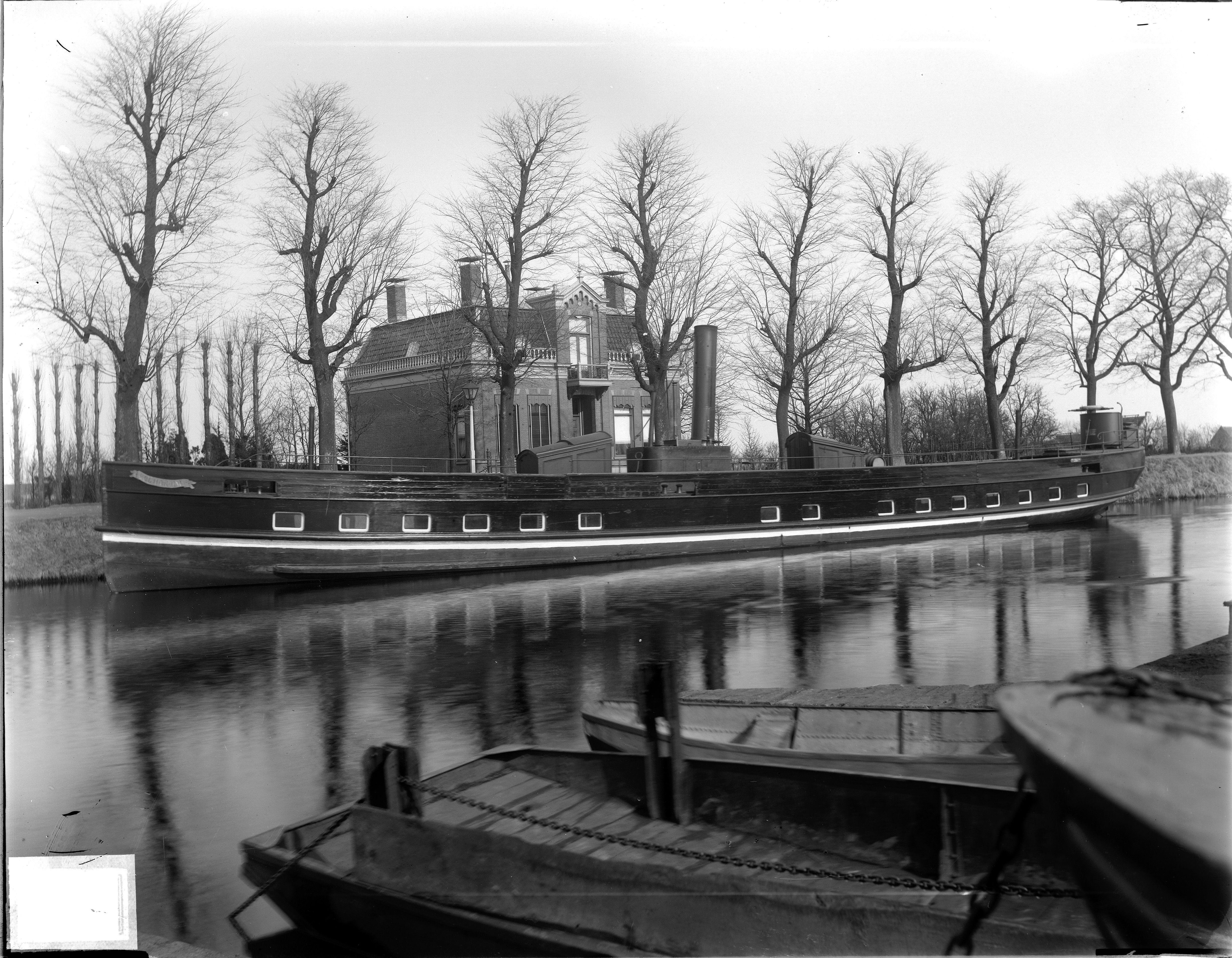
Een van de schepen van 'De Volharding' onderweg
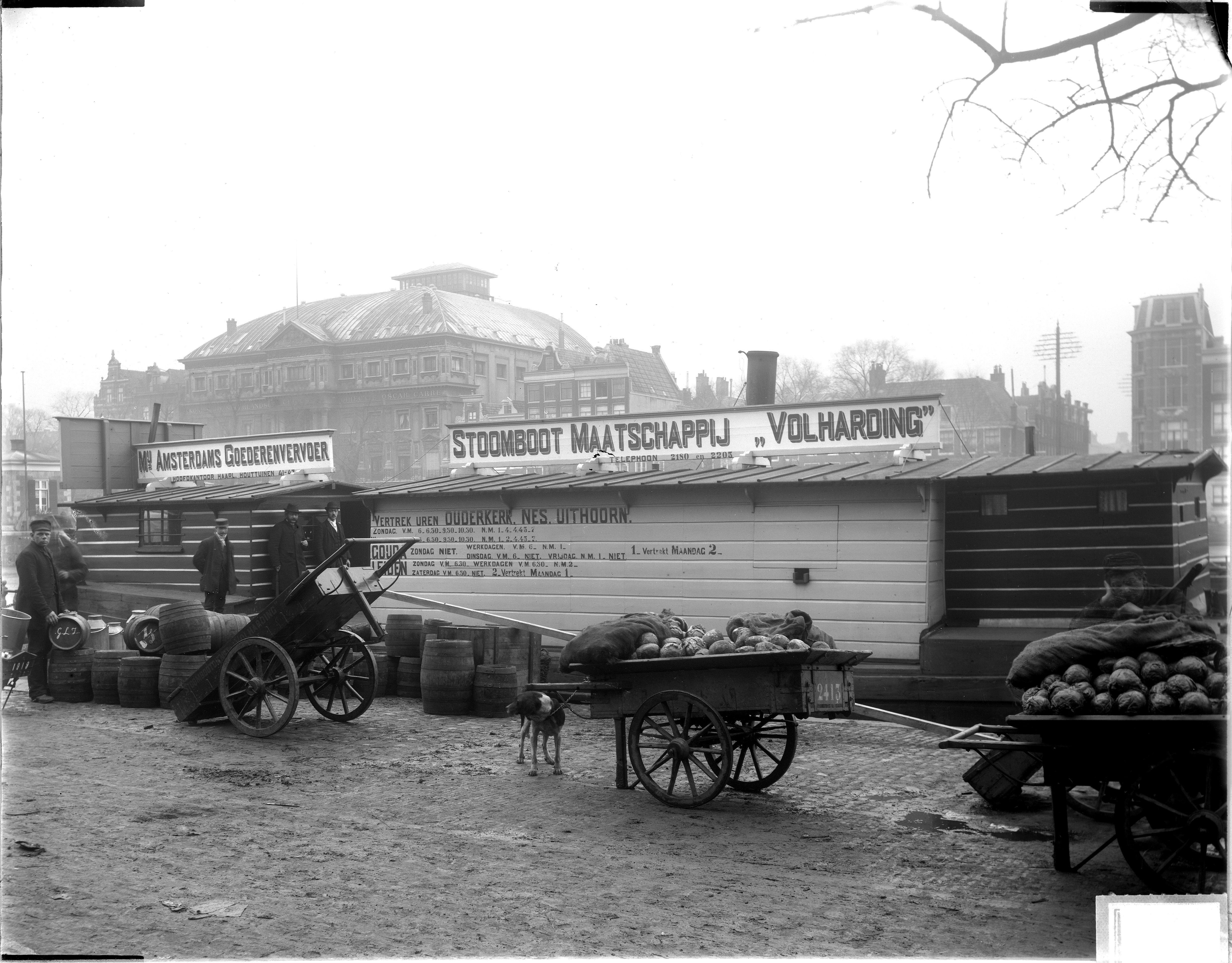
De aanlegplaats in Amsterdam, begin twintigste eeuw